# Woolwich (Maine)
Woolwich es un pueblo ubicado en el condado de Sagadahoc en el estado estadounidense de Maine. En el Censo de 2010 tenía una población de 3.072 habitantes y una densidad poblacional de 28,52 personas por km².

## Geografía
Woolwich se encuentra ubicado en las coordenadas 43°57′35″N 69°46′10″O / 43.95972, -69.76944. Según la Oficina del Censo de los Estados Unidos, Woolwich tiene una superficie total de 107.73 km², de la cual 90.89 km² corresponden a tierra firme y (15.63%) 16.84 km² es agua.

## Demografía
Según el censo de 2010, había 3.072 personas residiendo en Woolwich. La densidad de población era de 28,52 hab./km². De los 3.072 habitantes, Woolwich estaba compuesto por el 96.78% blancos, el 0.26% eran afroamericanos, el 0.39% eran amerindios, el 0.65% eran asiáticos, el 0% eran isleños del Pacífico, el 0.26% eran de otras razas y el 1.66% pertenecían a dos o más razas. Del total de la población el 1.14% eran hispanos o latinos de cualquier raza.